# BRAF
BRAF نام یک ژن در انسان است که پروتئینی به نام «B-Raf» را در انسان کُد می‌کند. نام‌های دیگر این ژن «پروتوآنکوژن B-Raf» و «هومولوگ B انکوژن ویروسی v-Raf سارکومای نیاموشان» است اما محصول پروتئینی آن بیشتر با نام رسمی «پروتئین کیناز اختصاصی سرین/ترئونین B-Raf» شناخته می‌شود.
پروتئین B-Raf در ترارسانی پیام به‌داخل سلول و هدایت رشد سلولی دخیل است. در سال ۲۰۰۲ میلادی ثابت شد که جهش در آن، موجب سرطان می‌شود.
برخی جهش‌های ژنتیکی در BRAF موجب نقص‌های مادرزادی جنین می‌شود.

خلاصه‌ای از مسیر ترارسانی پیام که در آپوپتوز دخیل است. نقش پروتئین‌های Raf همچون B-Raf در مرکز تصویر نمایش داده شده‌است.

پروتئین B-Raf دارای ۷۶۶ اسید آمینه است و نوعی پروتئین کیناز اختصاصی سرین/ترئونین محسوب می‌شود.

## بیشتر بخوانید
- Garnett MJ, Marais R (2004). "Guilty as charged: B-Raf is a human oncogene". Cancer Cell. 6 (4): 313–9. doi:10.1016/j.ccr.2004.09.022. PMID 15488754.
- Quiros RM, Ding HG, Gattuso P, Prinz RA, Xu X (2005). "Evidence that one subset of anaplastic thyroid carcinomas are derived from papillary carcinomas due to BRAF and p53 mutations". Cancer. 103 (11): 2261–8. doi:10.1002/cncr.21073. PMID 15880523.
- Karbowniczek M, Henske EP (2006). "The role of tuberin in cellular differentiation: are B-Raf and MAPK involved?". Ann N Y Acad Sci. 1059 (1): 168–73. Bibcode:2005NYASA1059..168K. doi:10.1196/annals.1339.045. PMID 16382052.
- Ciampi R, Nikiforov YE (2007). "RET/PTC rearrangements and BRAF mutations in thyroid tumorigenesis". Endocrinology. 148 (3): 936–41. doi:10.1210/en.2006-0921. PMID 16946010.
- Espinosa AV, Porchia L, Ringel MD (2007). "Targeting BRAF in thyroid cancer". British Journal of Cancer. 96 (1): 16–20. doi:10.1038/sj.bjc.6603520. PMC 2360215. PMID 17179987.